# Томокто
Томокто — улус в Курумканском районе Бурятии. Входит в сельское поселение «Курумкан». 

## География
Расположен на левобережье реки Баргузин, в 36 км к юго-востоку от центра сельского поселения, села Курумкан, на автодороге местного значения Сахули — Могойто — Аргада.

## Население
| 2002 | 2010 |
| ---- | ---- |
| 92   | ↘36  |